# 双溪亭
双溪亭，位于中国广东省清远市连州市连州镇河南，为连州市的一个市级文物保护单位，类型为古建筑，公布时间为1996年8月。
双溪亭的历史年代为清（始建于明）。